# Crenostrea
Crenostrea is een uitgestorven geslacht van tweekleppigen uit de  familie van de Gryphaeidae.

## Soorten
- Crenostrea cannoni (Marwick, 1928) †
- Crenostrea gittosina (Powell & Bartrum, 1929) †
- Crenostrea wuellerstorfi (Zittel, 1865) †